# Entodon subflexipes
Entodon subflexipes är en bladmossart som beskrevs av Brotherus 1920. Entodon subflexipes ingår i släktet Entodon och familjen Entodontaceae. Inga underarter finns listade i Catalogue of Life.